# Reserva del Regajal-Mar de Ontígola
La reserva natural de El Regajal-Mar de Ontígola es un espacio natural de la Comunidad de Madrid (España), que se encuentra protegido desde 1994, según Decreto 68 de 30 de junio. Está situada en la parte meridional de la región, dentro del término municipal de Aranjuez, y tiene una superficie de 629,21 hectáreas, a lo largo de las cuales confluyen dos unidades ambientales principales: el humedal del Mar de Ontígola, un embalse de origen renacentista hoy día completamente naturalizado, y los terrenos adyacentes, entre los que destaca la finca de El Regajal, un monte mediterráneo-subdesértico que alberga una gran diversidad entomológica.
La primera unidad citada reúne importantes comunidades de vegetación palustre, que dan refugio, de manera temporal o permanente, a numerosas aves acuáticas. La segunda, por su parte, constituye una de las reservas de mariposas más importantes del planeta, con especies como Plebeyus pylaon, Iolana iolas y Zerynthia rumina. En 1979 entomólogos pertenecientes a la Unión Internacional para la Conservación de la Naturaleza catalogaron a El Regajal como la quinta prioridad mundial en la conservación de lepidópteros.
Además de su riqueza natural, la reserva muestra importantes valores históricos, culturales y arquitectónicos, fruto de su estrecha relación con el Real Sitio de Aranjuez, al que el Mar de Ontígola estuvo abasteciendo de agua desde el siglo XVI hasta mediados del siglo XX. Su presa, en la que participaron arquitectos como Juan Bautista de Toledo (1515-1567) y Juan de Herrera (1530-1597), marcó un hito en la historia de la moderna ingeniería hidráulica.

## Marco legislativo
La Reserva natural de El Regajal-Mar de Ontígola se constituyó como tal a partir del Decreto 68/1994 de 30 de junio, de la Comunidad de Madrid. En esta norma se definió también el Plan de Ordenación de los Recursos Naturales, que, no obstante, fue revisado y modificado ocho años después, según Decreto 143/2002 de 1 de agosto. 
Además de esta figura legal, existen otras que refuerzan los niveles de protección asignados. El paraje está incluido dentro de la Zona especial de conservación (ZEC) de las Vegas, cuestas y páramos del sureste de Madrid, que, a su vez, aparece catalogada como Lugar de interés comunitario (LIC) y adscrita a la Red Natura 2000 de la Unión Europea. Por la importancia de su avifauna, forma parte de la Zona de especial protección para las aves (ZEPA) de los Carrizales y Sotos de Aranjuez.
Otras normas de referencia son la Ley 7/1990, de 28 de junio, de Protección de Embalses y Zonas Húmedas de la Comunidad de Madrid; el Catálogo de Embalses y Zonas Húmedas, aprobado en 1991 igualmente por la Comunidad de Madrid; y, ya en el ámbito estatal, el Real Decreto 1193/1998, que transpone la Directiva 92/43 de la Unión Europea, relativa a la conservación de los hábitats naturales y de la fauna y flora silvestres (modificada, a su vez, por la Directiva 97/62).
La mayor parte  la reserva es de propiedad privada, si bien la administración autonómica tiene la cesión de uso de algunas parcelas, caso de la que ocupa el mariposario construido en 2002 por la Consejería de Medio Ambiente de la Comunidad de Madrid, dentro de la finca de El Regajal. La única área que es de titularidad pública es el Mar de Ontígola, que pertenece a Patrimonio Nacional, el organismo del que dependen las posesiones que estuvieron en manos de la Corona española. Pese a ello, su gestión corre a cargo de la citada consejería.

## Límites
Con una superficie de casi 630 hectáreas, la Reserva natural de El Regajal-Mar de Ontígola supone el 3,1% del término de Aranjuez, conformado por un total de 20 111 hectáreas. Su límite septentrional está definido, en su parte central, por el propio núcleo urbano y, a los lados, por sendas zonas silvestres. Las lindes oriental y meridional vienen marcadas por la línea divisoria con la provincia de Toledo, a través del municipio de Ontígola, mientras que la occidental queda dibujada por el arroyo de las Salinas. 
La reserva se encuentra atravesada por cuatro grandes vías de comunicación: la carretera N-IV, la autovía A-4, la autopista R-4 y el ferrocarril de la Línea de alta velocidad Madrid-Levante, que cruza la finca de El Regajal por medio de un túnel de 2080 metros de longitud, construido en 2008.

## Mar de Ontígola

### Toponimia
El topónimo procede de la localidad toledana de Ontígola, de la que el embalse dista menos de tres kilómetros. Con este nombre también se conoce al arroyo que, procedente del citado municipio, surte de agua a la laguna. El vocablo mar hace referencia a sus dimensiones, notablemente superiores a las de otros humedales de la zona.

### Historia

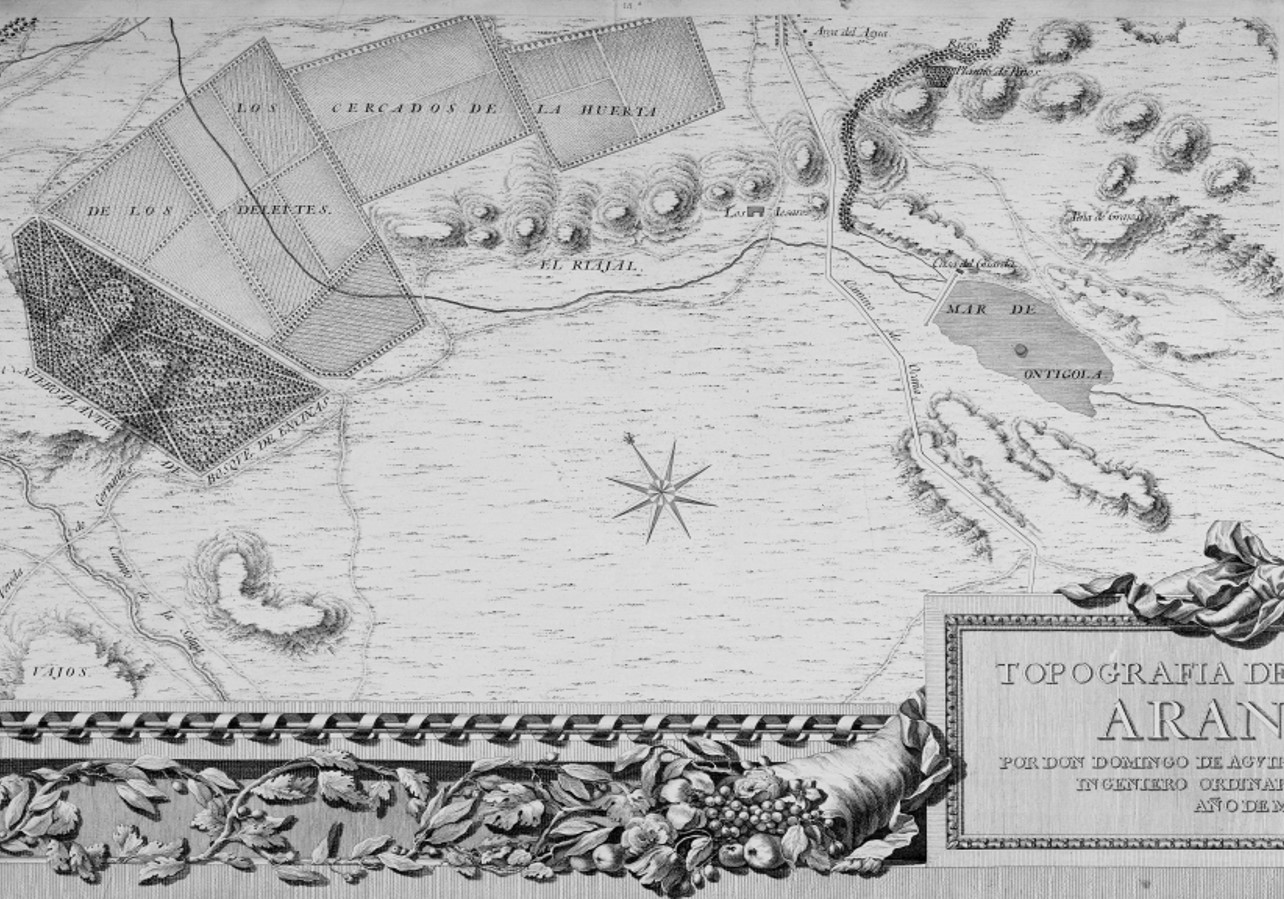
Fragmento de la Topografía del Real Sitio de Aranjuez (1775), de Domingo de Aguirre. Biblioteca Nacional de España, Madrid. Aparecen representados El Regajal (conocido entonces como El Riajal) y el Mar de Ontígola.

Los orígenes del Mar de Ontígola se remontan a 1552, cuando Felipe II (1527-1598), siendo todavía príncipe, firmó una instrucción en la que instaba a Diego López de Medrano, gobernador de la administración del territorio de Aranjuez, a hacer "una laguna muy grande en el arroyo de Ontígola, y otros dos o tres pequeños en el de hacia Ciruelos, para que vengan a ellas aves para la altanería".
Las obras comenzaron a finales de 1560 bajo la dirección de Juan Bautista de Toledo (1515-1567) y en ellas intervinieron los maestros Juan de Castro y Francisco Sánchez, además de los fontaneros Adrian van der Müller y Pierre Jasen, que el rey hizo llamar desde los Países Bajos para trabajar en los estanques de la Casa de Campo de Madrid. Tras la aparición de unas primeras grietas en 1565, a las que siguieron otras en 1568, Juan de Herrera (1530-1597) y Jerónimo Gili concluyeron el proyecto en 1572.
Aunque el embalse fue concebido para el riego de distintos huertos y jardines, también desarrolló una función lúdica, principalmente en los siglos XVII y XVIII. En él se practicaba la navegación recreativa y se celebraban torneos, fiestas y juegos, como el de los despeñaderos. Este consistía en la caza de animales, preferentemente toros de lidia, que se lanzaban a la laguna desde precipicios preparados al efecto, para, una vez dentro del agua, darles muerte por medio de distintos procedimientos.
En 1625, Felipe IV (1605-1665) encomendó al arquitecto Juan Gómez de Mora (1586-1648) que levantara una isla artificial, en la que fueron habilitados un cenador, un embarcadero y un puesto de tiro. Setenta años después, en 1695, fue construida una plaza de toros, de fábrica ligera, en las inmediaciones de Mar de Ontígola.
En el siglo XVIII fueron realizadas diversas infraestructuras hidráulicas, dirigidas a optimizar el caudal del estanque. En 1734 se creó el llamado Mar Chico, un estanque decantador vinculado al Mar de Ontígola, del que partía una conducción de agua hasta el jardín de la Isla; y durante el reinado de Carlos IV (1748-1819) se hizo una nueva acequia que llegaba hasta el jardín del Príncipe. A lo largo de siglo XIX el embalse fue objeto de varias limpiezas, debido a la colmatación sufrida.

### Medio físico y valores naturales

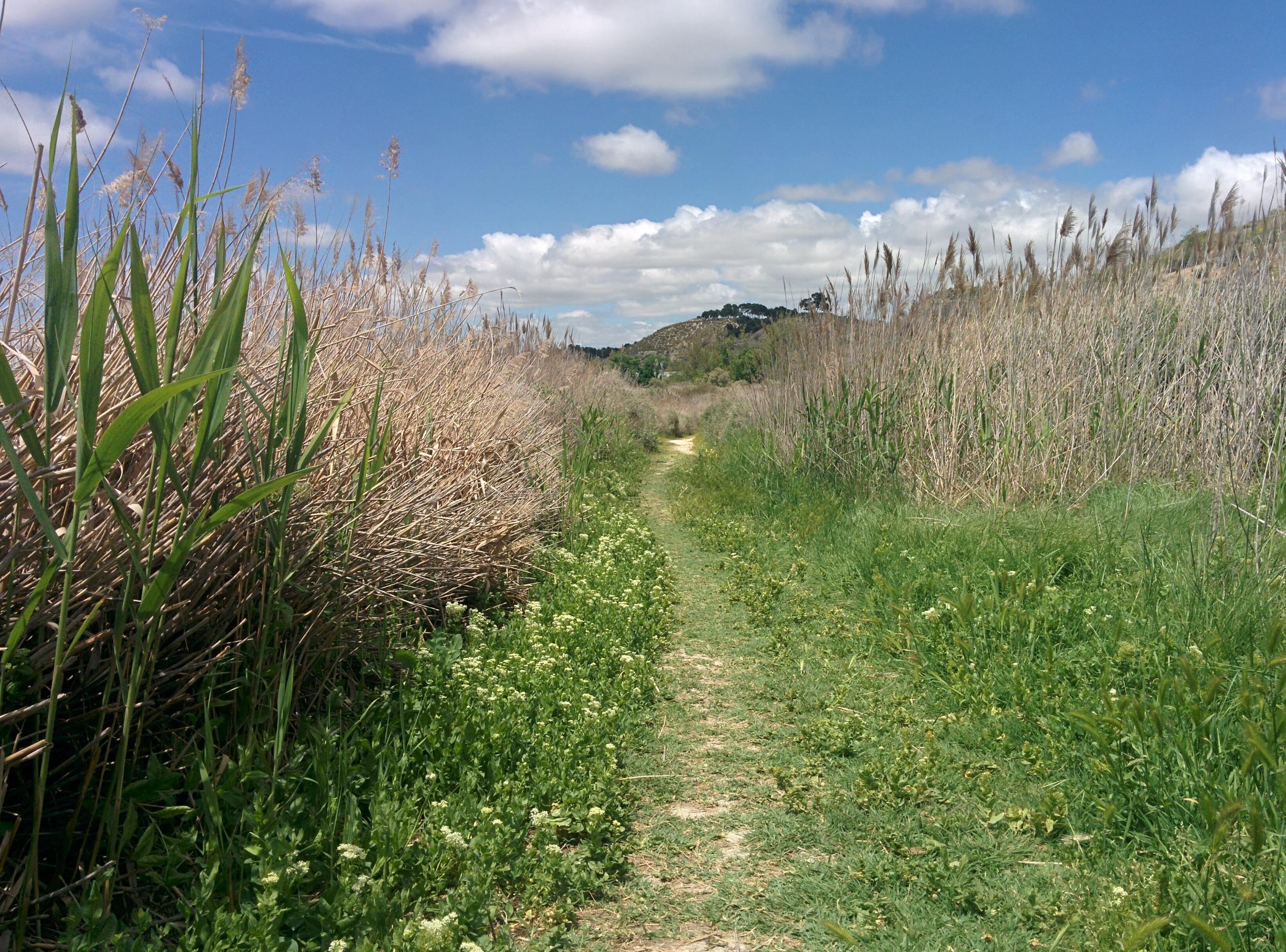
Carrizales del Mar de Ontígola.

El Mar de Ontígola está enclavado en el extremo noroeste del parque. Tiene una extensión aproximada de unos 3'8 Ha, en su mayor parte ocupada por vegetación hidrófila. Si no se tienen en cuenta las biomasas vegetales, la superficie acuática disminuye hasta los 7 km², con agua permanente. El embalse fue levantado en un pequeño valle, donde de manera natural se producían balsas de agua. Se alimenta de la escorrentía de los cerros yesíferos de los alrededores y del arroyo de Ontígola, un afluente del río Tajo, al que vierte por la izquierda, que en este tramo también es conocido con el nombre de Yesares, por el tipo de material con el que entra en contacto. Este pequeño curso fluvial tiene un recorrido de 16 kilómetros y arroja una media de 1,8 hm³ de agua al embalse.
En su parte llana el Mar de Ontígola acumula arcillas y limos coluviales, procedentes de la erosión de las laderas que rodean la lámina de agua. Los procesos erosivos son especialmente intensos, con valores que llegan a las 125 toneladas por kilómetro cuadrado, debido a la deleznabilidad de los materiales que componen los cerros, las elevadas pendientes de los mismos y la escasa vegetación ahí desarrollada. Todo ello ha provocado una notable disminución de la capacidad de almacenamiento del embalse, limitada en la actualidad a 0,2 hm³, la mitad de lo contabilizado en ciertos registros históricos.
El embalse acoge una importante vegetación palustre, que, a medida que avanza la sedimentación y se recorta la lámina de agua, va colonizando el terreno. Aunque en su mayor parte se trata de carrizales, las orillas también están pobladas de tarayales, tanto Tamarix canariensis como Tamarix parviflora; juncales de Scirpus y Juncus acutus; y espadañales. Debido a su encharcamiento temporal, en los bordes también se desarrollan pastizales de terófitos, tales como gramíneas y leguminosas.
Dentro de esta vegetación habitan pequeños invertebrados, peces, reptiles, anfibios, micromamíferos y aves. Especialmente relevante es la avifauna, formada por anátidas como el ánade real, el somormujo lavanco, el pato cuchara, el porrón común o el porrón moñudo, además de otras especies como la garza real, la cigüeña, la focha común, el aguilucho lagunero, el avetoro, el martinete o el avetorillo. Se han cifrado más de cien especies avícolas, cerca del 70% de ellas protegidas, con concentraciones que, en ciertas épocas, llegan a los mil individuos.

### Arquitectura

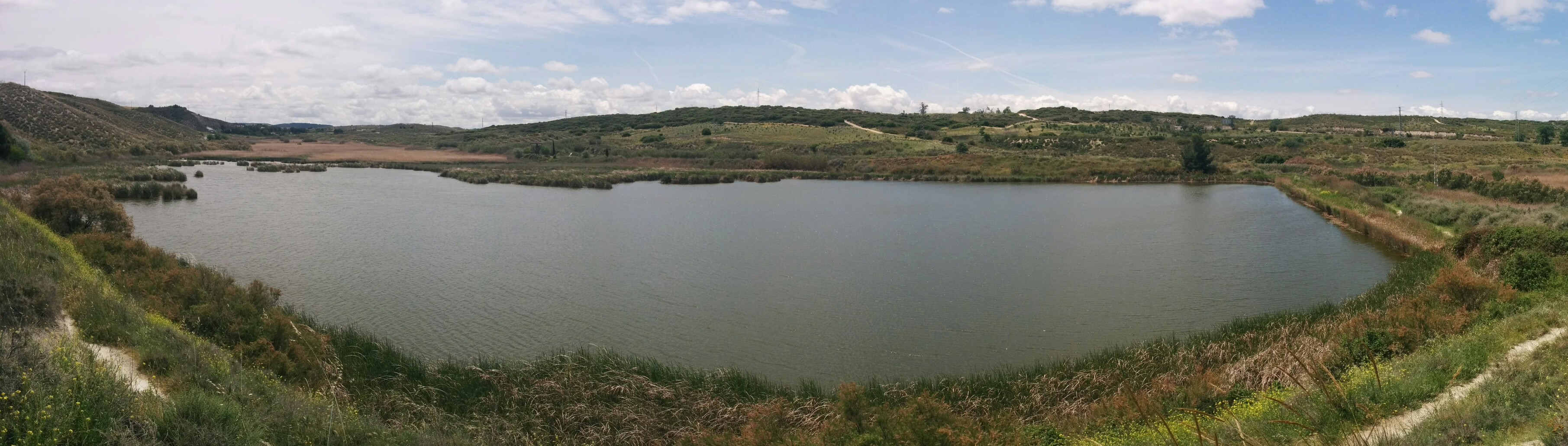
Vista panorámica del Mar de Ontígola.

El Mar de Ontígola se encuentra retenido por una presa de origen renacentista que mide 150 metros de largo y seis de alto. Dicho dique está configurado por dos muros con relleno de tierra, que alcanzan conjuntamente un espesor de diez metros, y dispone de cinco contrafuertes en su cara externa, con una longitud cada uno de 3,3 metros y un ancho de 2,75, a los que se añaden otros en la interna, no visibles al estar cubiertos por las aguas. La presa está considerada como un hito en la historia de la ingeniería hidráulica, no solo porque definió el modelo que posteriormente siguieron las modernas presas de contrafuertes, tanto en Europa como en América, sino también porque fue una de las primeras que se hicieron con terraplén.
El Mar de Ontígola figura en la Lista roja de patrimonio en peligro, que elabora la asociación Hispania Nostra, debido a su mal estado de conservación. En lo que respecta a la presa, tanto el muro de contención como los aliviaderos se encuentran cubiertos de tierra y maleza, lo que provoca que el agua rebose por la coronación, con la consiguiente degradación de la estructura. Asimismo, la acumulación de lodos y la proliferación de plantas invasoras, principalmente carrizos, ha provocado una notable disminución de la capacidad de almacenamiento del embalse.

## El Regajal

### Toponimia
El topónimo de El Regajal alude a la abundancia de regajos (charcos que se forman a partir de un arroyuelo) en la zona y que dio lugar a una primera canalización en el siglo XV, completada en el siglo siguiente con la edificación del Mar de Ontígola. En la actualidad este nombre se aplica a la finca privada situada al oeste del embalse, que en una parte está dedicada a la viticultura y que en otra mantiene áreas silvestres de gran interés botánico y zoológico. En un sentido más amplio, se emplea para referirse a las tierras que se extienden al sur del núcleo urbano de Aranjuez, donde, además de la citada finca, se encuentran espacios urbanizados, que, como el polígono industrial Gonzalo Chacón, quedan fuera de la reserva.

### Historia
Las primeras crónicas en las que aparece El Regajal datan de finales del siglo XV y hacen referencia a la construcción de un canal en la hondonada de Ontígola, donde actualmente se levanta el embalse homónimo, destinado a recoger las aguas sobrantes que ahí se acumulaban. Esta infraestructura fue llevada a cabo en tiempos de los Reyes Católicos y estuvo impulsada por Gonzalo Chacón, alcaide de las Dehesas de Aranjuez.
Al margen de sus recursos hídricos, El Regajal ha sido objeto de investigación por parte de numerosos naturalistas, que llegaban a Aranjuez atraídos por sus valores naturales. Aunque las primeras visitas científicas se remontan al siglo XVIII, fue a partir del XIX, coincidiendo con el desarrollo de la moderna entomología, cuando se hicieron recurrentes. Durante el reinado de Fernando VII (1784-1833) acudió al lugar Juan Mieg, director del Real Gabinete de Historia Natural y, posteriormente, procedieron a su estudio Mariano de la Paz Graells y Laureano Pérez Arcas, quien informó de la diversidad de insectos de la zona en la obra Dietario inédito (1848).
La inauguración del ferrocarril entre Madrid y Aranjuez en 1854 facilitó la llegada de entomólogos europeos, como Jorge Lauffer, Maximilian Korb y Otto Staudinger, que se añadieron a los españoles Ignacio Bolívar y Urrutia, Ricardo García Mercet, José María Dusmet Alonso y Fernando Martínez de la Escalera. En el siglo XX se sumaron Wernen Marten, Juan Torres Sala, Gonzalo Ceballos, Antonio Varea de Luque, Ramón Agenjo Cecilia, Joaquín Templado, L. G. Higgins, W. B. L. Manley, Fidel Fernández Rubio y Miguel Gómez Bustillo, considerado, este último, como una de las figuras más activas de cara a la preservación de la riqueza natural de El Regajal.

### Medio físico y valores naturales

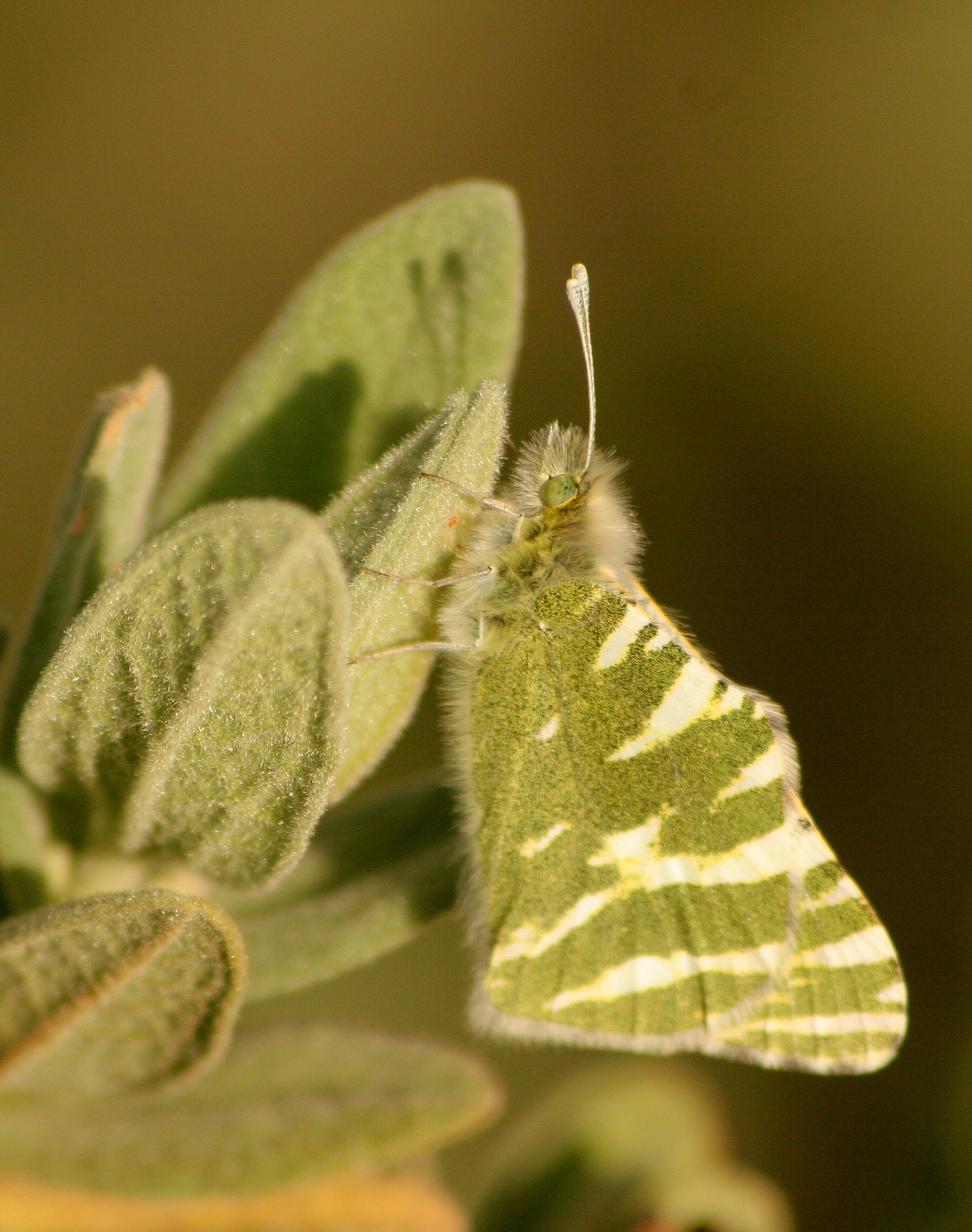
Ejemplar de Euchloe belemia, una de las especies de lepidópteros que habitan en El Regajal.

La finca de El Regajal tiene una extensión aproximada de 570 hectáreas, lo que supone el 90,5% de todo el espacio protegido. Está formada por una sucesión de cerros, a través de los cuales se configuran varias vaguadas, surcadas por los arroyos del Colmenar, de Cantarranas y de las Salinas, todos ellos afluentes del río Tajo por su margen izquierda. El último curso fluvial citado marca el límite occidental de la reserva, a la que cruza a lo largo de dos kilómetros, de los siete que conforman su recorrido.
Las condiciones litológicas del lugar definen un alto grado de especialización de la vegetación existente:
- En los cerros yesíferos se extiende el monte bajo, con masas arbustivas de coscoja, que suponen las dos terceras partes de la superficie vegetal de todo el parque. Esta especie ha sustituido al encinar denso, que se encuentra en regresión en buena parte de la zona central de la península ibérica. Junto a los coscojares, se abren paso retamares de Genista scorpius y Retama sphaerocarpa, tomillares y diferentes comunidades de espino negro.
- Los terrenos calizos más umbríos están poblados de espleguera, salvia y romero, mientras que en los más insolados predominan los espartales de Lygeum spartum y Ephedra fragilis.
- Las zonas integradas por materiales margoyesíferos, especialmente abundantes en las pendientes suaves, muestran un escaso desarrollo del suelo y una elevada aridez, lo que limita la vegetación a especies muy determinadas, como matorrales gipsícolas,[17] ya sean atochares, gamones, retamas de aulaga, jarillas, jabunos o artemisas.
- En las inmediaciones del arroyo de las Salinas aparece el espino cambrón, al tiempo que crecen especies de carácter endémico, como el Sedum gypsicola, el Sisymbrium cavanillesianum, la Frankenia thymifolia, la Frankenia pulvurulenta o el Limonium dichotomum.

La finca reúne una fauna característica de los montes mediterráneos-subdesérticos, con especies como la liebre, el conejo, el jabalí, el cárabo común, la perdiz o el mirlo. Con todo, su principal interés faunístico reside en sus poblaciones de lepidópteros, por las cuales ha sido reconocida internacionalmente como una de las reservas de mariposas más importantes del planeta. 
La confluencia en la zona de diferentes ecotonos (pastizales, áreas de cultivo, cantiles, matorrales...) favorece la presencia de numerosas variedades de mariposas, ya sean invernantes (que pasan el invierno en El Regajal en estado de crisálida), migratorias (que recalan en el lugar durante sus desplazamientos) o de permanencia estable. Hay contabilizadas unas 600 especies, 80 de las cuales son mariposas diurnas, lo que representa el 35% de las existentes en la península ibérica en referencia a la citada superfamilia.
Muchas de ellas, como la Plebejus hespericus, la Iolana iolas y la Coscinia romeiiy, aparecen en el Catálogo Regional de Especies Amenazadas de la Comunidad de Madrid. Otras son endemismos locales, con un desarrollo adaptativo que rebaja el tamaño medio de las especies, hasta el punto de constituir subespecies mínimas. Es el caso de la Zerynthia rumina o mariposa arlequín, que, con unos dieciséis centímetros de envergadura, está considerada como el lepidóptero más grande de Europa y que en Aranjuez presenta unas dimensiones bastante más reducidas. Otras especies destacables por su rareza o singularidad son la Pieris mannii, la Euchloe belemia, la Euchloe tagis, la Pseudophilotes abencerrajus, la Gegenes nostrodamus y la Libythea celtis.

## Otras zonas
Además del Mar de Ontígola y El Regajal, existen otros espacios naturales dentro de la reserva, caso del Paraje de los Cotillos, que se sitúa al este del embalse. Se trata de un conjunto de cuestas formadas por materiales margocalizos, con depósitos de cantos rodados y esporádicamente algún afloramiento yesífero de gran dureza, en fondos de barrancos. Su vegetación predominante es el coscojar, que se da principalmente en las zonas umbrías, y el atochar, presente en las laderas de mayor pendiente, donde el suelo está menos desarrollado.